# Championnat du Soudan de football 2010
Navigation
Saison précédente Saison suivante
La saison 2010 du Championnat du Soudan de football est la quarante-sixième édition de la première division au Soudan, la Sudan Premier League. Elle regroupe, sous forme d'une poule unique, les quatorze meilleures équipes du pays qui se rencontrent deux fois, à domicile et à l'extérieur. En fin de saison, les deux derniers du classement sont relégués et remplacés par les deux meilleurs clubs de deuxième division.
C'est le club d'Al Hilal Omdurman, tenant du titre, qui remporte à nouveau le championnat cette saison après avoir terminé en tête du classement final, avec trois points d'avance sur Al Merreikh Omdurman et trente sur Khartoum 3. C'est le 22e titre de champion du Soudan de l'histoire du club, qui manque le doublé en s'inclinant face à son dauphin en finale de la Coupe du Soudan.

## Les clubs participants
| - Al Hilal Omdurman - Hay al-Arab Port-Soudan - Al Mirghani Kassala - Al Ittihad Wad Medani - Amal Atbara - Al Nil Hasahisa - Al Ahli Khartoum - Promu de D2 | - Al-Mourada SC - Al Merreikh Omdurman - Al Hilal Kaduqli - Al Hilal Port-Soudan - Khartoum 3 - Al Ahly Wad Madani - Al-Jazeerat Al-Feel - Promu de D2 |

## Compétition
Le barème de points servant à établir les classements se décompose ainsi :
- Victoire : 3 points
- Match nul : 1 point
- Défaite : 0 point

### Classement
| Rang | Équipe                  | Pts | J  | G  | N  | P  | Bp | Bc | Diff |
| ---- | ----------------------- | --- | -- | -- | -- | -- | -- | -- | ---- |
| 1    | Al-Hilal Omdurman T     | 70  | 26 | 23 | 1  | 2  | 70 | 13 | +57  |
| 2    | Al Merreikh Omdurman C  | 67  | 26 | 22 | 1  | 3  | 65 | 19 | +46  |
| 3    | Khartoum 3              | 40  | 26 | 10 | 10 | 6  | 33 | 31 | +2   |
| 4    | Al Nil Hasahisa         | 39  | 26 | 11 | 6  | 9  | 36 | 32 | +4   |
| 5    | Al-Mourada SC           | 32  | 26 | 7  | 11 | 8  | 26 | 35 | -9   |
| 6    | Al-Jazeerat Al-Feel P   | 31  | 26 | 8  | 7  | 11 | 28 | 30 | -2   |
| 7    | Hay al-Arab Port-Soudan | 31  | 26 | 7  | 10 | 9  | 28 | 34 | -6   |
| 8    | Al Hilal Port-Soudan    | 30  | 26 | 7  | 9  | 10 | 23 | 24 | -1   |
| 9    | Al-Hilal Kaduqli        | 30  | 26 | 8  | 6  | 12 | 19 | 32 | -13  |
| 10   | Amal Atbara             | 28  | 26 | 7  | 7  | 12 | 28 | 34 | -6   |
| 11   | Al Ahli Khartoum P      | 27  | 26 | 6  | 9  | 11 | 28 | 46 | -18  |
| 12   | Al Ittihad Wad Madani   | 26  | 26 | 7  | 5  | 14 | 14 | 34 | -20  |
| 13   | Al Ahly Wad Madani      | 23  | 26 | 4  | 11 | 11 | 20 | 30 | -10  |
| 14   | Al Mirghani Kassala     | 23  | 26 | 6  | 5  | 15 | 23 | 47 | -24  |

|  | Qualification pour la Ligue des champions de la CAF 2011                |
|  | Qualification pour la Coupe de la confédération 2011                    |
|  | Relégation directe en deuxième division                                 |
|  | T : Tenant du titre C : Vainqueur de la Coupe du Soudan P : Promu de D2 |

## Bilan de la saison
| Championnat du Soudan de football 2010                             |                               |
| Champion                                                           | Al Hilal Omdurman (22e titre) |
| Coupes et trophées                                                 |                               |
| Vainqueur de la Coupe du Soudan 2010                               | Al Merreikh Omdurman          |
| Qualifications continentales                                       |                               |
| Ligue des champions de la CAF 2011                                 | Al Hilal Omdurman             |
| Ligue des champions de la CAF 2011                                 | Al Merreikh Omdurman          |
| Coupe de la confédération 2011                                     | Khartoum 3                    |
| Coupe de la confédération 2011                                     | Al Nil Hasahisa               |
| Coupe Kagame inter-club 2011                                       | Al Merreikh Omdurman          |
| Promotions et relégations                                          |                               |
| Promus en Premier League                                           | Al-Nsoor                      |
| Promus en Premier League                                           | Al Ahly Shendi                |
| Relégués en Championnat du Soudan de football de deuxième division | Al Ahly Wad Madani            |
| Relégués en Championnat du Soudan de football de deuxième division | Al Mirghani Kassala           |